# Nina Pinzarrone
Nina Pinzarrone (* 24. November 2006 in Brüssel) ist eine belgische Eiskunstläuferin. Sie wohnt in Brüssel.

## Sportliche Laufbahn
Pinzarrone startet für den Antwerpse Schaatsclub Wilrijk. Sie nahm an mehreren internationalen Wettbewerben wie den Eiskunstlauf-Europameisterschaften 2024 und 2025 teil.

## Ergebnisse
| Meisterschaft / Jahr      | 2022 | 2023 | 2024 | 2025 |
| ------------------------- | ---- | ---- | ---- | ---- |
| Weltmeisterschaften       |      | 11.  | 15.  | 7.   |
| Europameisterschaften     |      | 5.   | 3.   | 3.   |
| Belgische Meisterschaften |      |      | 1.   | 1.   |